# 孫家棟
孫 家棟（そん かとう、1929年4月8日 - ）は、中華人民共和国の科学者、ロケット及び人工衛星技術の専門家。長年中国製人工衛星プロジェクトの主導者として務めた。嫦娥計画の元総設計士でもある。
中国科学院と国際宇宙航行アカデミーの会員。

## 経歴
1929年4月に遼寧省復県で生まれ、18歳のときハルビン工業大学に入学し、ロシア語を学ぶ。後に自動車学部に移る。中国空軍が組織される頃に、孫家棟はロシア語通訳として軍隊に入ることになる。1951年孫家棟と他29名の隊員がソビエト連邦に派遣され、ジュコーフスキー空軍アカデミーで航空エンジンを学ぶ。1958年に卒業し、中国に帰国した。
その後国防部第五研究所に勤務し、ミサイル研究を行う。1967年に衛星研究の人事再編のため銭学森に指名される。
中国初の国産人工衛星計画全体の主任設計者となり、さらに中国初の地球観測衛星および返回式衛星両方の総設計者となる。その後も通信・気象・資源探査・測位衛星といった第2世代衛星の主任設計者となる。
文化大革命のとき、孫家棟は中国人工衛星の主任科学者に指名される。1970年4月24日に中国初の人工衛星、東方紅1号の打上げが成功する。1984年に中国初の通信衛星シリーズ東方紅2号が打ち上げられた。孫家棟はこれら全ての主任設計者だった。
1991年に中国科学院の院士に選出される。
2003年からは中国月探査計画である、嫦娥計画の総設計士となったが、2010年には引退している。
2009年には国家最高科学技術賞を受賞。
2019年には共和国勲章を受章。